# Ater Majok
Ater James Majok (Khartum, 4 luglio 1987) è un cestista australiano con cittadinanza sudsudanese naturalizzato libanese.

## Carriera
È stato selezionato dai Los Angeles Lakers al secondo giro del Draft NBA 2011 (58ª scelta assoluta).

## Palmarès
- Coppa di Slovacchia: 1

SPU Nitra: 2012